# Уотч-Хаус-Виллидж
Уотч-Хаус-Виллидж (англ. Watch House Village; ирл. ??) — деревня в Ирландии, находится в графстве Уэксфорд (провинция Ленстер). Это деревня-близнец более крупного Клонгала, относящегося к графству Карлоу, отделённого от Уотч-Хаус-Виллидж рекой.
В память о повстанцах 1798 года в деревне установлен памятник, «Кузнечный камень».